# Ubisoft Philippines
 (août 2025).
Motif : Succursale d'Ubisoft, pas de sources centrée, pas d'impact public
- Archive Wikiwix
- Bing
- Cairn
- DuckDuckGo
- E. Universalis
- Gallica
- Google
- G. Books
- G. News
- G. Scholar
- Persée
- Qwant
- (zh) Baidu
- (ru) Yandex
- (wd) trouver des œuvres sur Wikidata

| 1. | Préciser le motif de la pose du bandeau. | Précisez le motif de la pose du bandeau en utilisant la syntaxe suivante : {{admissibilité à vérifier\|date=août 2025\|motif=remplacez ce texte par le motif}}                           |
| 2. | Informer les utilisateurs concernés.     | Pensez à avertir le créateur de l'article, par exemple, en insérant le code ci-dessous sur sa page de discussion : {{subst:avertissement admissibilité à vérifier\|Ubisoft Philippines}} |

Ubisoft Philippines est un studio philippin de développement de jeux vidéo qui a ouvert en 2016 à Santa Rosa, près de Manille.

## Historique
La création d'un nouveau studio de développement aux Philippines est annoncée au début de 2016, pour une ouverture au deuxième trimestre 2016. Le studio a pour projets de développer des jeux AAA en collaboration avec d'autres filiales d'Ubisoft.